# NGC 2106
NGC 2106 este o galaxie lenticulară situată în constelația Iepurele. A fost descoperită în 21 noiembrie 1835 de către John Herschel. Se află la o distanță de 26,52 de megaparseci de Pământ.